# Bob Beemer
Robert Joseph „Bob“ Beemer (* 8. Februar 1955 in Los Angeles) ist ein US-amerikanischer Tontechniker und vierfacher Oscar-Preisträger.

## Leben
Beemer studierte „Communication Arts“ und Englisch an der Loyola Marymount University (LMU) in Los Angeles und schloss sein Studium 1977 mit einem Bachelor ab. Im gleichen Jahr hatte er seine erste Arbeit als Filmtonmeister in der Fernsehserie Roots.
Bob Beemer wurde mit zahlreichen Preisen ausgezeichnet, u. a. mit je einem Oscar für die beste Tonmischung für Speed (1994), Gladiator (2000), Ray (2004) und Dreamgirls (2006).

## Auszeichnungen
- 1993: Oscarnominierung in der Kategorie Best Sound bei der Verleihung 1994 für Cliffhanger – Nur die Starken überleben[1]
- 1994: Oscar in der Kategorie Best Sound bei der Verleihung 1995 für Speed[2]
- 1996: Oscarnominierung in der Kategorie Best Sound bei der Verleihung 1997 für Independence Day[3]
- 2000: Oscar in der Kategorie Best Sound bei der Verleihung 2001 für Gladiator[4]
- 2002: Oscarnominierung in der Kategorie Best Sound bei der Verleihung 2003 für Road to Perdition[5]
- 2004: Oscar in der Kategorie Best Sound Mixing bei der Verleihung 2005 für Ray[6]
- 2006: Oscar in der Kategorie Best Sound Mixing bei der Verleihung 2007 für Dreamgirls[7]

## Filmografie (Auswahl)
- 1993: Cliffhanger – Nur die Starken überleben (Cliffhanger)
- 1994: Speed
- 1996: Independence Day
- 1998: Verrückt nach Mary (There’s Something About Mary)
- 1999: American Beauty
- 2000: Gladiator
- 2002: Road to Perdition
- 2004: Ray
- 2006: Dreamgirls
- 2007: American Gangster
- 2008: Der Mann, der niemals lebte (Body of Lies)
- 2008: Eagle Eye – Außer Kontrolle (Eagle Eye)
- 2010: Wolfman
- 2011: Too Big to Fail – Die große Krise (Too Big to Fail)
- 2011: The Thing